# Gloria Congote
Gloria Congote (Bogotá, 12 de febrero de 1953 - Palm Bay, 1 de enero de 2017) fue una periodista, editora y escritora colombiana.

## Biografía
Gloria Congote nació en Bogotá. Estudió periodismo e investigación periodística en la Universidad de La Sabana, donde se especializó en temas judiciales, crónicas y reportajes. Inició su carrera como presentadora del noticiero 24 Horas con María Elvira Arango y María Isabel Rueda desde 1987 hasta 1991. En 1993, informó a Juan Pablo Escobar, hijo del narcotraficante Pablo Escobar, sobre la muerte de su padre. En 1994 se incorporó a QAP Noticias con Jorge Alfredo Vargas y Juan Lozano Ramírez, hasta 1997. En el año 1998 se desempeñó como editora judicial de Noticias Caracol hasta 2006. En 2007 se incorporó como editora judicial de la revista Semana. Entre sus mayores retos como periodista se encuentran el Conflicto armado interno en Colombia y la Guerra contra el narcotráfico en Colombia. A su pesar, se vio envuelta en el escándalo de las chuzadas, cuando personas cercanas a Álvaro Uribe le dieron información falsa sobre opositores políticos, que luego publicó en la revista Semana.
Desde 2011 hasta 2012 se desempeñó como asesora de investigaciones en Cable Noticias. En 2012 reveló en su libro El señor de las dragas que se favorecía a los funcionarios del gobierno del entonces presidente Juan Manuel Santos, de los cuales se hacía alusión en el Escándalo de Dragacol efectuado en 1999. A partir de 2013 se fue a vivir junto a su familia a Palm Bay, en Estados Unidos. Falleció por un cáncer de útero el 1 de enero de 2017.

## Publicaciones
- El señor de las dragas: el caso Dragacol, 2001